# Triaenodes xanthos
Triaenodes xanthos là một loài Trichoptera trong họ Leptoceridae. Chúng phân bố ở miền Australasia.